# Gardendale (Texas)
Gardendale é uma Região censo-designada localizada no estado norte-americano de Texas, no Condado de Ector.

## Demografia
Segundo o censo norte-americano de 2000, a sua população era de 1197 habitantes.

## Geografia
De acordo com o United States Census Bureau tem uma área de
29,5 km², dos quais 29,5 km² cobertos por terra e 0,0 km² cobertos por água. Gardendale localiza-se a aproximadamente 911 m acima do nível do mar.

## Localidades na vizinhança
O diagrama seguinte representa as localidades num raio de 36 km ao redor de Gardendale.